# 프랑스 은화 살인사건
프랑스 은화 살인사건은 소년탐정 김전일 시리즈이다. 전일이와 미유키의 친구 타카모리 마스미가 나오는 이야기이다.

## 줄거리
초등학교 친구인 타카모리 마스미의 초대로 전일이와 미유키는 프랑스관에서의 의상쇼에 간다. 마스미가 모델로 일하는 키미사와에서 웨딩드레스 입찰을 받기 위한 의상쇼에 뛰어들었기 때문이다. 그런데 연쇄살인사건이 일어나고, 전일이는 장송은화의 협박에 따라 움직이는 마스미를 구해야 하는데...

## 등장인물
(성우진은 일본판 / 투니버스판 / 대원 재더빙판 순.)
- 타카모리 마스미(고은아) : 김전일과 미유키(설유미)의 초등학생 시절 소꿉친구이자 키미사와 브랜드의 톱모델. 키미사와 유리에 사장은 술주정뱅이인 아버지와 어머니의 가출, 아버지의 사망이라는 불행한 성장과정탓에 중학생 이후 불량청소년이었던 마스미의 재능을 알아보고 톱모델이 되도록 했다. 드라마에서도 키,미사와 유리에 사장이 부모의 버림을 받아 의지할 곳이 없던 마스미의 능력을 알아보고, 모델이 되도록 하여 자존감과 소속감을 갖도록 했다는 이야기를 한다. 만화와 애니메이션 모두 나오코가 마스미(고은아)가 패션쇼에서 일하는 모습을 보면서 "마스미는 타고난 모델입니다."라고 칭찬한다. 옛 애인이 돈을 빌려달라며 자신을 찾아오고 강간까지 하려하자 옛 애인에게 중상을 입혔다. 사실 나오코가 마스미가 시체를 숨길 가방을 사러 간 사이에 마스미의 옛 애인인 히로시를 교살했는데, 마스미는 히로시를 자신이 죽인 것으로 잘못 이해하고, 시체를 은닉하려다 진범에게 현장을 들켜 범행을 도와주는 공범이 된다. 토미마루 나오코의 조종으로 장송은화라고 잘못 안 키미사와 유리에에게 권총을 쏘아서 다치게 하였다. 살인미수 용의자로 경찰의 수사를 받았는데, 설상가상으로 토미마루 나오코가 살인예고에 사용한 웨딩드레스와 턱시도를 만드는데 이용한 키미사와 노동자 신체검사정보를 입력한 디스켓을 경찰이 마스미의 집에서 찾아내었다. 전일이는 진범을 찾아내기 위해 경찰서를 찾아가 마스미와 이야기를 한다. 이 때 중학생때부터 비행청소년이었음을 알면, 미워할 것이라고 생각했던 전일이와 미유키가 자신을 도우려고 애쓰는 모습을 보면서 마음을 연다. 장송은화가 나오코라는 사실을 밝혀내어 히로시를 다치게 한 잘못만 재판을 받게 된 마스미는 아케치 경시의 배려로 동창회에서 초등학교 친구들과 어울린다. 드라마에서는 마스미가 환하게 웃음으로써 마음을 열었음을 보여주고, 애니메이션에서는 켄모치 이사무 경부, 키미사와 사장, 스태프들의 배려로 초등학교 동창들앞에서 15분동안 패션쇼를 한다. 환하게 웃는 마스미를 보면서 전일이는 "마스미(은아)는 환하게 웃어야 예쁜데, 의심하기만 했어."라며 미안해하고, 미유키는 "우리가 힘이 되어 주자"라고 말한다.

성우: 니시무라 치나미 / 여민정 / 문남숙
- 토리마루 나오코(마리아) : 키미사와 레이디스 수석 디자이너. 키미사와 브랜드 매출 80%를 점하고 있는 키미사와 레이디스에서 팔리는 옷들은 거의 나오코가 만든 것. 디자인 노동을 하기 전엔 모델이었다. 상당히 실력이 있는 디자인 노동자이다. 로쿠조의 모델 호소카와 수지가 시연회에 내보낼 웨딩드레스를 못 쓰게 했는데, 순발력을 발휘해서 웨딩드레스를 다시 만들어냈다. 드라마에서는 커튼을, 만화에서는 테이블보를 사용한다. 전일이도 영리한 머리를 써서 포도주 잔을 깨뜨리고 밞아서 만든 유리조각으로 웨딩드레스를 밝게 만들었다. 나오코가 만든 웨딩드레스는 눈이 부실만큼 아름다워서 다음날 손님이 키미사와에서 만든 웨딩드레스를 사기로 한다. 당연히 키미사와 사장은 나오코를 깊게 신뢰하여, 드라마에서는 나오코에게 "정말 고마워, 모두 네 덕분이다."라고 고마워한다. 키미사와 사장은 그동안 함께 일한 나오코가 홀로서기를 할 수 있도록, 다음날 기자들에게 "웨딩드레스를 만든 사람은 토리마루 나오코이며, 나오코는 로와조(불어로 새라는 뜻이라고 한다.토리마루 나오코에서 토리가 새 조(鳥)이기 때문에 새를 뜻하는 불어 로와조oiseau를 나오코의 브랜드로 지은 것이다.)라는 상표를 사용할 것입니다."라고 소개할 생각이었다. 하지만 나오코가 직-간접 살인과 살인미수죄를 지어서 실패하고 말았다. 하지만 전일의 추리와 켄모치 이사무 경부의 이야기에 따르면, 키미사와 사장은 자신과 이력이 비슷한 나오코가 형기를 마치고 올 때까지 기다릴 생각이고, 실력있는 변호사를 고용하였다.토리마루 나오코가 살인예고에 사용한 웨딩드레스와 턱시도를 만드는데 이용한, 키미사와 노동자 신체검사정보를 입력한 디스켓이 중요한 단서가 된다. 이름이 토리마루 나오코이니 ㅌ디스켓에 이름이 있어야 할 텐데, 카 디스켓에 이름이 있었다. 키미사와 브랜드에서 인사업무를 맡은 노동자가  토미마루와 한자가 비슷한 카라스마로 잘못 이해하여 카라스마 나오코라고 스프레드시트에 입력한 것이었다. 이를 보고 나오코에게 온 살인예고 드레스는 나오코가 스스로 만든 것임을 밝혀내었다. 마스미가 키미사와에 입사한 날, 키미사와 사장이 축하하는 잔치를 열어주었는데, 이날 자신처럼 냅킨으로 종이접기를 하는 모습, 사람들과 어울리는 것을 싫어하는 모습이 닮았음을 보았다. 키미사와 사장에게 마스미가 어떻게 자랐는지를 듣고는 자신과 닮은 꼴임을 읽었다. 이를 악용하여 마스미가 살인을 하게 한다.

성우: 쇼 마유미 / 문지현 / 김하영
- 키미사와 유리에(김애라) : 키미사와 브랜드 사장. 유리에 사장의 옷은 유행이 지나서 팔리지 않았지만, 나오코가 만든 옷은 잘 팔렸다. 키미사와의 이름으로 팔리지만, 팔리는 옷의 80%는 나오코가 만든 옷.  옛 애인을 우발적으로 죽여 위기에 처했던 나오코(마리아)를 애인의 시체를 바다에 매장함으로써 구해준 적이 있었다. 나오코의 재능을 생각해서였다. 이를 요스케가 알고 협박을 하자, 회사를 물려주는대신 입을 다물게 한다. 나오코가 독립할 수 있도록 로와조라는 브랜드를 만들었고, 웨딩드레스 계약서에 로와조 브랜드를 적어넣었지만(드라마에선 나오코가 만든 웨딩드레스에 로와조 브랜드를 바느질하였음),나오코의 살인으로 독립에 실패한다.(애니메이션에서는 로즈 마리아)하지만 나오코가 형을 마치고 돌아올 때까지 기다리고, 브랜드도 그대로 둘 생각이다.

성우: 야마모토 케이코 / 임수아 / 이영주
- 카기타니 젠지(이영재) : 키미사와 맨즈 수석 디자이너. 이번에 개최된 패션쇼가 레이디스 위주로 돌아가는지라 맨즈 쪽은 할 일이 없다며 아쉬워하고 있다. 마스미에게 초대된 김전일과 미유키(설유미)에게 호텔 안내를 해 주었다. 드라마에선 나오지 않으며, 전일이와 미유키를 안내하는 사람은 로쿠죠 씨로 나온다.드라마에서는 나오지 않음. 컴퓨터 사용에 능통하여 나오코가 키미사와 노동자들의 신체검사 정보를 찾지 못하자, 친절하게 찾아주었다.

성우: 시오야 코조 / 김광국 / 이재범
- 故 키리야마 사요코(김연주) : 키미사와 브랜드 패터너. 일을 시작한지 그리 오래되지 않아 실수가 잦은지, 고참인 나오코(마리아)에게서 받는 대우가 좋지 않다는 듯. 시연회에 내보낼 드레스가 망가지는 사고가 발생하여 드레스를 다시 만들었는데, 장식에 쓸 스팽글을 가져오지 않아 호되게 질책받았다. 드라마에서는 나오코에게 "당신이 시연회 책임자이죠?어떻게 책임질 생각이세요?"라고 책임을 묻는다. 드라마에서도 나오코에게 살해된다.

성우: 후카미 리카 / 한신정 / 문유정
- 유게 토오루(민현식) : 소믈리에. 나오코(마리아)와는 소꿉친구 사이이자 같은 고향(히로시마)출신이다. 초등학교 졸업 이후 연락이 단절되었다가 패션쇼가 열리는 프랑스관에서 재회했다고. 만화와 만화영화에서는 물건을 흘리지 않고 식탁보를 빼내는 묘기를 보여준다. 초등학교에서 같이 공부했기 때문에, 나오코를 잘 알고 있다. 나오코는 유게가 자신이 포도 알레르기가 있다는 사실을 말해줄 수 있기 때문에, 일부러 프랑스관에서 웨딩드레스 패션쇼를 열었다. 이를 김전일이 추리하여 알았지만,유게는 아름다운 아네모네 꽃다발을 가지고 나오코를 면회한다. 점심으로 먹을 빵을 사러 부모님이 경영하신 빵집에 온 나오코를 배려하여, 일부러 샌드위치를 양보하고 자신은 건포도빵을 도시락으로 싸 갈 정도로, 어릴적부터 사랑해온 나오코를 기쁘게 해주고 싶어서였다. 그런데 자신이 나오코의 생일이라고 생각한 날이 진짜 생일보다 2주일이나 빨랐다. 유게가 나오코의 생일을 잘못 계산한 것이었는데, 나오코는 "어쩌면, 넌 어릴적에도 덜렁거리더니, 어쩌면 지금도 그러니? 호호..내 생일을 축하해줘서 고마워"라고 웃으며 기뻐한다. 둘의 사랑이 계속 이어질 것임을 뜻하는 장면이다.

성우: 츠쿠이 쿄우세이 / 정명준 / 안효민
- 故 이누카이 요스케(지석환) : 키미사와 브랜드 부사장. 일단 부사장 역할을 하고 있지만 정식 직위는 아닌 모양. 사장 자리를 노리며 키미사와(김애라)의 곁을 맴돈다.

성우 : 야마자키 타쿠미 / 김정은 / 김혜성
- 故 로쿠죠 미츠히코(하영수) : 로쿠죠 브랜드 사장. 한창 뜨고 있는 신인 천재 디자이너이며, 라이벌 브랜드 키미사와의 토리야마 나오코(마리아)를 자신의 회사에 영입하기 위해 러브콜을 보내고 있다. 건배식 현장에서 포도 알레르기가 있다며 나오코(마리아)가 와인을 남겨놓자, 그걸 냉큼 마셨다가 독살당했다.

성우 : 히야마 노부유키 / 박만영 / 이현
- 수지 호시카와(최수지) : 로쿠죠 브랜드 톱모델. 상사인 로쿠죠(하영수)에게 호의를 품고 있는 듯 하며, 동시에 그의 관심을 받는 나오코(마리아)에게 적의를 품고 있다.

성우 : 타치바나 유우코 / 김선혜 / 김도영
링크
- 드라마 소년탐정김전일 보관됨 2018-03-02 - 웨이백 머신